# Gilberto Lira
Gilberto Lira De Almeida (Sena Madureira),  é um político brasileiro, filiado ao UNIÃO. Nas eleições de 2022, foi eleito deputado estadual pelo AC.